# Fietssnelweg F3
De fietssnelweg F3 is een fietssnelweg van Leuven naar Brussel. De fietssnelweg is 31 kilometer lang, waarvan 26 kilometer in het Vlaams Gewest die volledig befietsbaar zijn. Hij staat ook bekend als de HST-route omdat hij grotendeels de voor de hst verdubbelde spoorlijn tussen Leuven en Brussel volgt.
De fietssnelweg is in 2022 bijna volledig af op het Vlaams gedeelte.

## Geschiedenis

### HST-route
Tussen Leuven en Brussel lagen er al heel wat korte fietsroutes, maar deze waren niet met elkaar verbonden. In 2009 kwamen de Vlaams Landmaatschappij, het Vlaams Gewest en de provincie Vlaams-Brabant samen om een fietsverbinding te realiseren tussen Leuven en Brussel. Er was naar een dergelijke fietsroute heel wat vraag, onder meer van pendelaars. In de plannen startten men met de aanleg van zes ontbrekende fietsverbindingen langs de HST-route. Een fietsverbinding met de luchthaven stond ook op het programma.
In 2010 werden er el al over belangrijke delen uitgevoerd is, maar bleven nog wat knelpunten over die weggewerkt moesten worden.
In 2012 werd een nieuw stuk fietsweg ingehuldigd die de kern van Diegem verbond met de Haachtsesteenweg. In dat jaar kreeg ook de HST-route nieuwe wegwijzers. De nieuwe blauwe wegwijzers waren vooral handig op de plaatsen waar het traject afweek van de sporen. Overzichtsborden die meer informatie geven, werden aan de stations geplaatst.
Uit een onderzoek van de provincie Vlaams-Brabant in 2013 bleek alvast het succes van de HST-route: ruim 70.000 fietsers maakten ervan gebruik.

### Fietssnelweg F3
In 2016 werkten de Vlaamse provincies een netwerk van fietssnelwegen uit. Het traject Leuven-Brussel kreeg het nummer F3.
In 2018 werden de oude borden vervangen door nieuwe borden met het nieuwe logo en wegmarking voor een betere zichtbaarheid. In Kortenberg werd na de bouw van een fietstunnel de route 800 meter ingekort.

## Traject

### Leuven-Zaventem
De route begint aan het station in Leuven en volgt grotendeels de verdubbelde spoorlijn tussen Leuven en Brussel (lijnen 36 en 36N).
De route splits op in Herent/Veltem in een route boven en onder de spoorweg. De zuidelijke route is op het terrein bewegwijzerd. Deze route fietst vlotter door, maar biedt geen fietspaden aan. De noordelijke route biedt wel fietspaden aan, maar wordt doorgaans door de organisatie niet aanbevolen.

### Vlaamse Rand
Ter hoogte van Zaventem is er een brug boven de spoorlijn.
Ter hoogte van de luchthaven vertakt de fietssnelweg:

#### Aftakking luchthaven
Twee takken gaan naar de ingang van Brussels Airport,
De aanleg van de aftakking naar Brussels Airport kost naar verwachting 1 miljoen euro. Een deel van de fietsroute zal de oude spoorwegbedding volgen. Met de luchthavenroute wil de luchthaven vooral werknemers aansporen om met de fiets naar het werk te komen.

#### HST-Fietsbrug

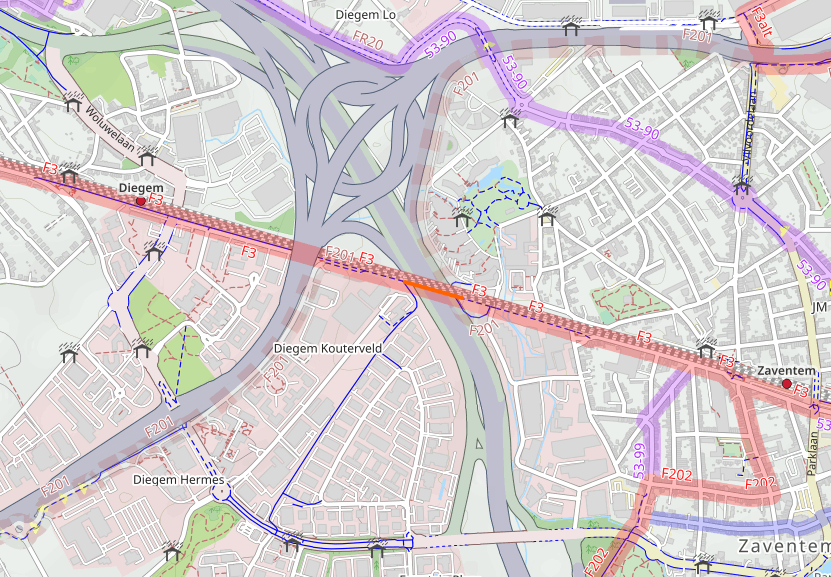
Locatie van de fietsbrug in het midden van het kaartje, met de fietssnelweg F3 als rechte rode lijn en de kantorenzone Keiberg juist ten zuidwesten van de brug

In mei 2022 is de HST-Fietsbrug, een nieuw gebouwde fiets- en voetgangersbrug over de grote Brusselse ring (R0) in Zaventem geopend. De rode brug, met een fietspad van 4 meter en een voetpad van 1,5 meter, is door De Werkvennootschap gebouwd naast de bestaande spoorwegbrug. In dit project zijn naast de fietsbrug ook de aansluitende fietsonderdoorgang onder de A201 en drie nieuwe fietsbruggen over gemeentewegen gebouwd (Fabriekstraat, Maalbeekweg en een nieuwe fietsafrit naar het bedrijvenpark Leonardo da Vincilaan). Samen kostten die 24 miljoen euro waarvan € 15 miljoen van Vlaanderen, € 8 miljoen van de provincie en de rest van de twee gemeentes Machelen en Zaventem, die vanaf dan door de brug verbonden worden.
De fietsbrug maakt een einde aan het ontbreken van fietsinfrastructuur tussen Diegem en Zaventem (met zijn middelbare scholen). Hij is een alternatief voor de bestaande verkeersbrug van de Hector Henneaulaan, waar fietsers anno 2022 (in afwachting van de brugverdubbeling) nog zonder fietspad op de rijstroken voor het autoverkeer, al dan niet in file rond het oprittencomlex, moeten fietsen.

#### Fietspad naar bedrijventerrein Keiberg
Samen met de fietsbrug is ten westen ervan een afrit en een nieuw vrijliggend fietspad aangelegd, doorheen de bedrijvenzone Keiberg (Excelsiorlaan (Zaventem) - Kouterveldstraat (Diegem). Tot voordien was de ontsluiting van deze kantorenzone in de oksel van de R0 en de A201 enkel op de auto gericht, met grote files en een leegstand van 30% tot gevolg.
De F3 gaat verder langs de spoorweg langs Diegem tot aan de Haachtsesteenweg, op de grens met Brussel, waar de fietsinfrastructuur langs de spoorweg anno 2022 stopt.

#### Tijdelijke tak Sint-Stevens-Woluwe
Een andere tak (de F202 Zaventem-Sint-Stevens-Woluwe) gaat ook naar het Brussels Gewest. De route waarbij de F3 in Sint-Stevens-Woluwe overgaat in de Brusselse Fietsroute 1B was een tijdelijk traject. Deze route naar Sint-Joost-Ten-Node wordt opgeheven na de opening van de fietsbrug over de Ring van Brussel.

Tijdelijk traject in Brussel (2021) Eindigt in Sint-Joost-ten-Node
Gewenst traject Eindigt in Station Brussel-Noord

## Gebruik
De fietsroute wordt voornamelijkt gebruikt voor pendelaars als alternatieve route naar school of werk. Ook bij de recreanten is de route populair omwille van het veilige en comfortabele karakter. Een bevraging van de gebruikers in juni 2018 gaf aan dat ongeveer 18% van de F3-fietsers een gewone elektrische fiets gebruikt en dat 8% met een speedpedelec rijdt.
Een teller in Wilsele die elke fietser telt die langs passeert, telde in 2018 gemiddeld zo’n 900 fietsers per dag.

## Plaatsen langs de F3
- Leuven
- Wilsele
- Herent
- Winksele
- Veltem-Beisem
- Erps-Kwerps
- Kortenberg
- Nossegem
- Zaventem
- Diegem